# Сагдиев, Самариддин
Сагдиев (Саадиев) Самариддин (тадж. Самариддин Саъдиев) — советский таджикский киноактёр, режиссёр телевидения, Заслуженный артист Таджикской ССР (1962).

## Биография
Родился 10 января 1918 года в Самарканде. В 13-летнем возрасте начал творческую деятельность в Самаркандском театре «Зелёные кафтаны» в качестве комедийного актёра. Окончил Самаркандский театральный техникум (1935) и Ташкентское музыкальное училище (1936). С 1935 по 1936 годы актёр Ташкентского театра «Малые формы». В 1936 году вместе с группой таджикских актёров направлен в Таджикскую ССР. 1936—1940 годы — актёр драматического театра имини Лахути в Сталинабаде. В 1940 году стал актёром новообразованного театра оперы и балета имени Садриддина Айни. В 1942—1970 годы — солист Таджикской госфилармонии.

## Творчество
Участник Декад таджикской литературы и искусства в г. Москве (1941,1949, 1957). Победитель Среднеазиатского конкурса артистов эстрады (1946). Участвовал в формировании Таджикского телевидения в качестве режиссёра детских передач литературно-драматической редакции. С 1956 — актёр киностудии «Таджикфильм». С. Сагдиев сыграл роль сапожника в самой популярной музыкальной комедии «Таджикфильма». Песни из кинофильма Я встретил девушку (1957) в том числе песня сапожника «Чистильщик я» (композитор Андрей Бабаев) стали шлягерами на территории бывших республик СССР. Кинокартина была показана на первом кинофестивале стран Азии и Африки (1958) и завоевала приз «Большая ваза».

## Фильмография
- 1957 — Я встретил девушку — чистильщик обуви,
- 1959 — Сыну пора жениться, — парикмахер,
- 1962 — Маленькие истории о детях, которые… — весовщик,
- 1972 — Ураган в долине — дед Камиль,
- 1976 — Отважный Ширак — разбойник,
- 1983 — Гляди веселее (3 серии) — шпион Камильбека.

А также в эпизодических ролях в нескольких фильмах..

## Награды
- Диплом Лауреата Среднеазиатского конкурса артистов эстрады (1946),
- Медаль «За победу над Германией в Великой Отечественной войне 1941-1945 гг.» (1945)
- Медаль «За доблестный труд в Великой Отечественной войне 1941—1945 гг.» (1946),
- Орден «Знак Почёта» (1957),
- Заслуженный артист Таджикской ССР (1962),
- Юбилейная медаль «Тридцать лет Победы в Великой Отечественной войне 1941—1945 гг.» (1975)[2].